# Platzspitzhirsch
Der Platzspitzhirsch (offiziell auch einfach Hirsch) ist eine 1912 geschaffene und 1913 aufgestellte Bronzeplastik von Franz Wanger auf dem Platzspitz in Zürich, die bis 1949 den Hirschenbrunnen zierte und 1952 alleinstehend und versetzt wieder platziert wurde.

## Geschichte

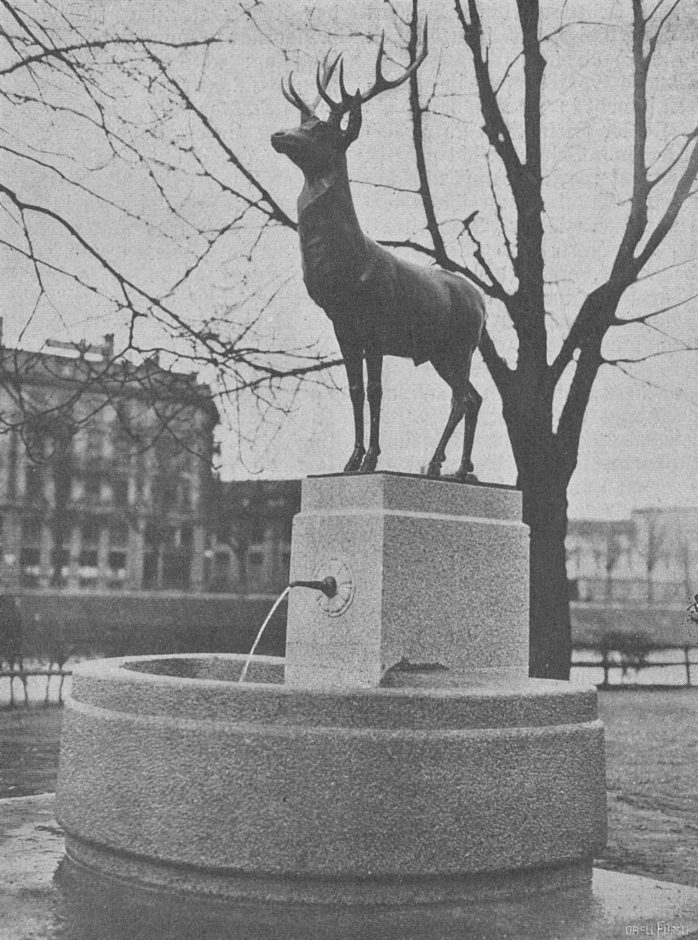
Der Hirschenbrunnen im Jahr seiner Platzierung 1913

Am 18. November 1912 berichtete die Neue Zürcher Zeitung, dass «nach den prämierten Plänen» Franz Wangers ein neuer Brunnen auf dem Platzspitz erstellt werde, dessen «Hauptmotiv» ein Hirsch sei. Am 31. Januar 1913 vermeldeten sie und die Neuen Zürcher Nachrichten gleichzeitig, dass der Brunnen vor Kurzem errichtet worden sei, und lieferten eine kurze Beschreibung des «wohlgelungene[n] Werk[s]». Es gab keine offizielle Einweihung. Der Brunnen stand an der Spitze des Parks, zwischen dem Drahtschmidlisteg und dem Mattensteg. Bezahlt wurde er von Theodor Meyer, der sich zeit seines Lebens für Kunst in der Öffentlichkeit einsetzte und der Stadt Zürich allein für den «Hirschenbrunnen» 6'800 Franken zur Verfügung gestellt hatte.
1949 wurde der Brunnen infolge der Erstellung des Dachwehrs beim Drahtschmidlisteg abgebrochen und der Hirsch in das Treppenhaus eines Amtsgebäudes versetzt. Da die Bevölkerung sich rege nach seinem Verbleiben erkundigte, entschied das Gartenbauamt, ihn wieder auf den Platzspitz zurückzuholen. Für den früheren Standort des Hirschenbrunnens verfolgte man bereits ein anderes Projekt, das 1955 mit der Platzierung von Robert Lienhards «Sirenenbrunnen» seinen Abschluss fand. Anfang August 1952 wurde der Hirsch deswegen versetzt wieder aufgestellt.
Zur Zeit der Jugendunruhen in der Schweiz in den 1980er Jahren bemalte eine unbekannte Person das linke Auge des Hirschs mit roter Farbe, sodass es aussah, als würde es ausbluten. Die Symbolik des roten Auges wurde schon unterschiedlich gedeutet. Vielleicht sollte es an eine junge Demonstrantin erinnern, die ein Auge durch ein Polizeigummigeschoss verloren hatte. Ebenfalls wurde es schon als Symbol der Freiheit, von der die Jugendbewegungen geträumt hatten, gelesen. Zwischen 1986 und 1992, als der Platzhirsch als «Needle Park» zum Versammlungsort Drogensüchtiger aus ganz Westeuropa wurde, galt es als Mahnmal für die Konsequenzen des Drogenkonsums. Die Farbe wurde inzwischen entfernt, bei genauem Hinsehen kann man jedoch noch Reste davon erkennen.
Der Arzt André Seidenberg machte den Hirsch zum titelgebenden Leitmotiv seiner Autobiografie Das blutige Auge des Platzspitzhirschs (2020). Er erinnerte damit auch an einen Schulkollegen namens Hirsch, der den Drogen verfiel.
Der Hirsch steht unter Denkmalschutz, muss aber nicht zwingend in situ erhalten werden.

## Beschreibung
Der Hirsch steht seit 1952 gleich beim südöstlichen Haupteingang zum Platzspitz, in der Nähe des Landesmuseums, auf einer Wiese.
Brunnentrog und ‑stock waren von grüner Farbe. Die Hirschplastik ist aus Bronze gegossen. Das Geweih war ursprünglich vergoldet.